# Trifokalgeometrie

Schema der Trifokalgeometrie

Die Trifokalgeometrie ist die Erweiterung der Epipolargeometrie auf drei Bilder. Ist die Position eines Objektpunktes in zwei Bildern bekannt, so ist seine Position im dritten Bild der Schnittpunkt der beiden Epipolarlinien. Damit existiert im Unterschied zum Bildpaar ein eindeutiges Ergebnis, sofern der Punkt nicht in der Trifokalebene (die Ebene, welche aus den drei Projektionszentren gebildet wird) liegt oder die drei Projektionszentren auf einer Linie liegen. Die Anordnung, bei welcher der 3D-Punkt auf der Trifokalebene liegt, wird als singulärer Fall bezeichnet.

## Der Trifokaltensor
Der Trifokaltensor t ist ein Tensor, der die geometrischen Beziehungen zwischen den drei Kameras enthält. Er besteht aus drei homogenen 3×3-Matrizen und besitzt 18 Freiheitsgrade.

## Berechnung des Trifokaltensor
Zur Berechnung des Trifokaltensors können die drei Projektionsmatrizen P der Kameras benutzt werden. Werden diese mit P1=[I | 0], P2=[aij ] und P3=[bij ] (I ist dabei die Einheitsmatrix und 0 der Nullvektor) bezeichnet, so berechnet sich der Trifokaltensor t mit
{\displaystyle \tau _{ijk}=a_{ji}b_{k4}-a_{j4}b_{ki}\quad {\text{mit}}\quad i,j,k=1,2,3}

## Erweiterungen auf mehr als drei Bilder
Es ist möglich, die geometrischen Beziehungen auf mehr als drei Bilder auszuweiten. Dies ist in der Praxis nur bei vier Ansichten üblich.
Hier existiert der sogenannte quadrifokale Tensor, der die Beziehung von Bildpunkten und Linien zwischen diesen Ansichten beschreibt. Für mehr als vier Ansichten wurden jedoch keine mathematischen Beziehungen untersucht.